# Gephyromantis tschenki
Espèce
Synonymes
- Mantidactylus tschenki Glaw & Vences, 2001

Statut de conservation UICN

 LC  : Préoccupation mineure
Gephyromantis tschenki est une espèce d'amphibiens de la famille des Mantellidae.

## Répartition

Aire de répartition de Gephyromantis tschenki.

Cette espèce est endémique de Madagascar. Elle se rencontre entre 600 et 1 200 m d'altitude dans les environs de Ranomafana,.

## Description
Les 4 spécimens mâles adultes observés lors de la description originale mesurent entre 34,7 mm et 36,2 mm de longueur standard.

## Étymologie
Cette espèce est nommée en l'honneur de Michael Tschenk.

## Publication originale
- Glaw & Vences, 2001 : Two new sibling species of Mantidactylus cornutus from Madagascar (Amphibia, Anura, Ranidae). Spixiana, vol. 24, p. 177-190 (texte intégral).